# ブルマーノ
ブルマーノ（伊: Brumano  ( 音声ファイル)）は、イタリア共和国ロンバルディア州ベルガモ県にある、人口約100人の基礎自治体（コムーネ）。

## 地理

### 位置・広がり
ベルガモ県北西部、ヴァッレ・イマーニャのコムーネ。県都ベルガモから北西へ22km、州都ミラノから北北東へ50kmの距離にある。

#### 隣接コムーネ
隣接するコムーネは以下の通り。括弧内のLCはレッコ県所属を示す。
- エルヴェ (LC)
- フイピャーノ・ヴァッレ・イマーニャ
- レッコ (LC)
- ロカテッロ
- モルテローネ (LC)
- ロータ・ディマーニャ
- サントモボーノ・テルメ
- ヴェデゼータ

### 地震分類
イタリアの地震リスク階級 (it) では、3 に分類される
。

## 行政

### 山岳部共同体
広域行政組織である山岳部共同体「ヴァッレ・イマーニャ山岳部共同体」  (it:Comunità montana Valle Imagna)  （事務所所在地：サントモボーノ・テルメ）を構成するコムーネである。

### 分離集落
ブルマーノには、以下の分離集落（フラツィオーネ）がある。
- Cornelli, Costa, Pramagnone, Ca' Belardo Ca' Dentro, Orso, Ruderi

## 姉妹都市
- モルテローネ、イタリア 2007年